# Küllüoba Höyüğü
Küllüoba Höyüğü è un importante sito archeologico situato nella provincia di Eskişehir, in Turchia, a circa 35 km a sud-est del capoluogo e 1,3 km a sud del villaggio di Yenikent. Si tratta di un tell  di forma ovale, che misura circa 300 x 150 metri e si eleva per circa 10 metri sopra la pianura circostante. Il sito è stato abitato ininterrottamente dal tardo Calcolitico (circa 3500 a.C.) fino alla fine dell'età del bronzo antico (circa 1900 a.C.).

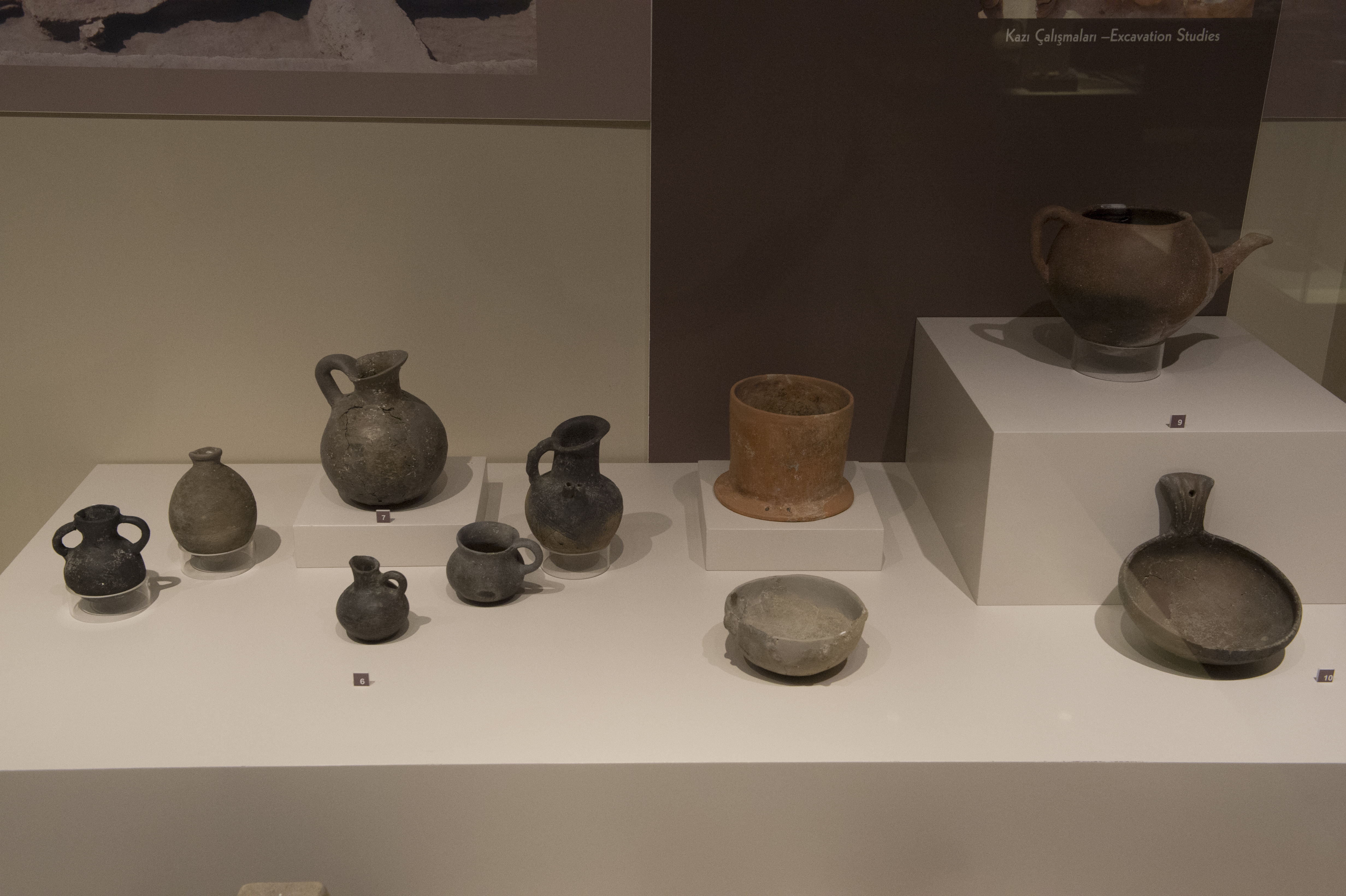
Vasellame ritrovato nel sito e ora conservato al museo archeologico di Eskişehir

Lo studio del sito ha dato preziose informazioni sulla transizione verso società urbane complesse in Anatolia durante l'età del bronzo. Le scoperte effettuate hanno contribuito alla comprensione delle pratiche quotidiane, delle credenze religiose e delle dinamiche socio-economiche delle prime comunità urbane della regione.
I principali reperti ritrovati nel sito sono ora esposti nel museo archeologico di Eskişehir.

## Scoperta
Gli scavi a Küllüoba sono iniziati nel 1996 sotto la direzione del professor Turan Efe dell'Università di Istanbul e proseguono attualmente sotto la guida del professor Murat Türkteki dell'Università Bilecik Şeyh Edebali. Le ricerche hanno portato alla luce numerose evidenze dell'urbanizzazione precoce in Anatolia, tra cui case, magazzini e sepolture.

### Principali scoperte
- Residui di analgesici: analisi chimiche su contenitori ceramici a doppia ansa, noti come depas, risalenti a circa 4500 anni fa, hanno rivelato la presenza di salicilato, papavero, olio d'oliva e composti derivati da piante a foglia verde, suggerendo l'uso di questi recipienti per la preparazione e il consumo di antidolorifici.[1]

- Pane fermentato: nel 2025 è stato scoperto un pane carbonizzato di circa 5000 anni fa, composto principalmente da grano di farro e lenticchie. Questo reperto rappresenta una delle prime evidenze di panificazione con lievitazione nell'antichità.[2][3]

- Sepolture infantili in pithoi: sono stati rinvenuti 25 grandi contenitori ceramici, detti pithoi, contenenti scheletri di bambini, datati a circa 5000 anni fa, indicando pratiche funerarie specifiche per l'infanzia.[4]

- Sigilli e commercio: Sono stati recuperati 11 sigilli risalenti all'età del bronzo antico, utilizzati probabilmente per scopi amministrativi e decorativi. Questi reperti evidenziano l'esistenza di una tradizione sigillografica comune nell'Anatolia dell'epoca e suggeriscono l'esistenza di reti commerciali organizzate.[5]